# 浜町川
浜町川（はまちょうがわ）は、かつて東京都千代田区岩本町から中央区日本橋浜町まで流れていた河川。

## 概要
神田川から[北緯35.696721度0分0秒 東経139.777878度0分0秒]箱崎川を経て[北緯35.682904度0分0秒 東経139.788615度0分0秒]隅田川に通じる[北緯35.681781度0分0秒 東経139.790125度0分0秒]運河であった。隅田川側から江戸時代初頭に開削が始まり、1691年に竜閑川と接続し[北緯35.693201度0分0秒 東経139.779938度0分0秒]L字型の流路となった。元吉原遊廓のおはぐろどぶの役割があった。西緑河岸、東緑河岸があった。1883年（明治16年）に竜閑川接続点から神田川までを新規開削し、隅田川とつながる運河となった。そのため船運の利用が多くなった。太平洋戦争後1948年から1950年にかけて北から小川橋まで埋め立てられ（暗渠化）、残りが1972年埋め立てられた。跡地は緑道となっている。末広稲荷神社付近には支流があり、へっつい河岸が所在していたが1888年（明治21年）に埋め立てられた。
川口橋跡と新大橋通りの間の跡地は首都高速道路浜町出入口の出口ランプの敷地として使われており、高架下に緑道が設けられている。

## 橋梁
神田川側から
- 柳原橋
- 大和橋 [北緯35.695223度0分0秒 東経139.778588度0分0秒] 交差点名に残る
- 岩井橋
- 橋本橋
- 竹森橋 [北緯35.692834度0分0秒 東経139.780273度0分0秒] 竜閑川との合流部にあたる橋
- 鞍掛橋 [北緯35.692180度0分0秒 東経139.780863度0分0秒] 交差点名に残る
- 緑橋 [北緯35度41分29.4秒 東経139度46分53.5秒]奥州街道・日光街道の第一橋として江戸の大動脈を支えた橋であった。西緑河岸と東緑河岸の由来、間接的に中央区道路愛称名の「みどり通り」の由来にもなった橋。
- 汐見橋
- 千鳥橋
- 問屋橋 [北緯35.689841度0分0秒 東経139.782969度0分0秒] 関東大震災後の1929年開通。久松警察署問屋橋交番として名が残る。
- 栄橋
- 高砂橋
- 小川橋 [北緯35.687904度0分0秒 東経139.784660度0分0秒]  橋名は拳銃強盗を働いた清水定吉の発砲で殉職した巡査の名にちなむ。
- 明治橋 久松橋とも呼ばれていた。
- 蛎浜橋 西詰の日本橋蛎殻町と東詰の日本橋浜町から名付けられた橋。
- 中の橋 [北緯35度41分06.2秒 東経139度47分13.2秒] 浜町中ノ橋交差点は浜町川跡と約120m離れた新大橋通りと清洲橋通りの交差点
- 浜州橋
- 川口橋 [北緯35.683002度0分0秒 東経139.788526度0分0秒]

## 河岸
浜町川の西詰全域を「西緑河岸」、浜町川の東詰全域を「東緑河岸」とした。浜町川に架かる橋の中でも1番重要な奥州街道のを通る「緑橋」の名前を採用して名付けられた。
現状緑橋が架かっていた西詰の日本橋大伝馬町にも東詰の日本橋横山町にも「緑橋」の旧跡地を示す標識等は設置されていない。

### 河岸一覧
- 西緑河岸
- 東緑河岸

## みどり通り
特別区道中日第80号線の道路愛称である。かつての浜町川の西詰を通る路線でかつての「西緑河岸」からそのまま名付けたれた。

## 馬喰町横山町西通り
特別区道中日第81号線の道路愛称である。かつての浜町川の東詰を通る路線である。かつての「東緑河岸」の一部区間のみ名付けられた。

## 久松児童公園
中央区立久松小学校の校舎に付随する形で設置された公園。かつての浜町川の東詰を通る道路を改良、2010年代頃より車道通行を禁止にして再整備が行われた。

## 浜町川緑道
かつての浜町川を埋め立てた跡地に歩行者専用の緑道として整備した。

## 画像

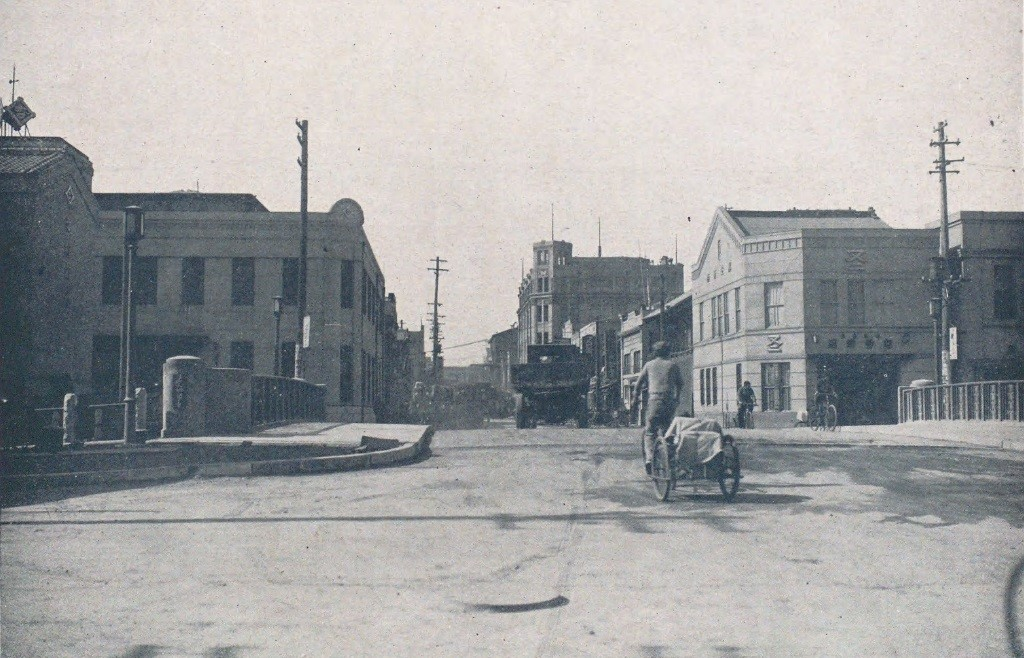
浜町川に架かる問屋橋（1930年）。現在の日本橋堀留町2丁目付近。
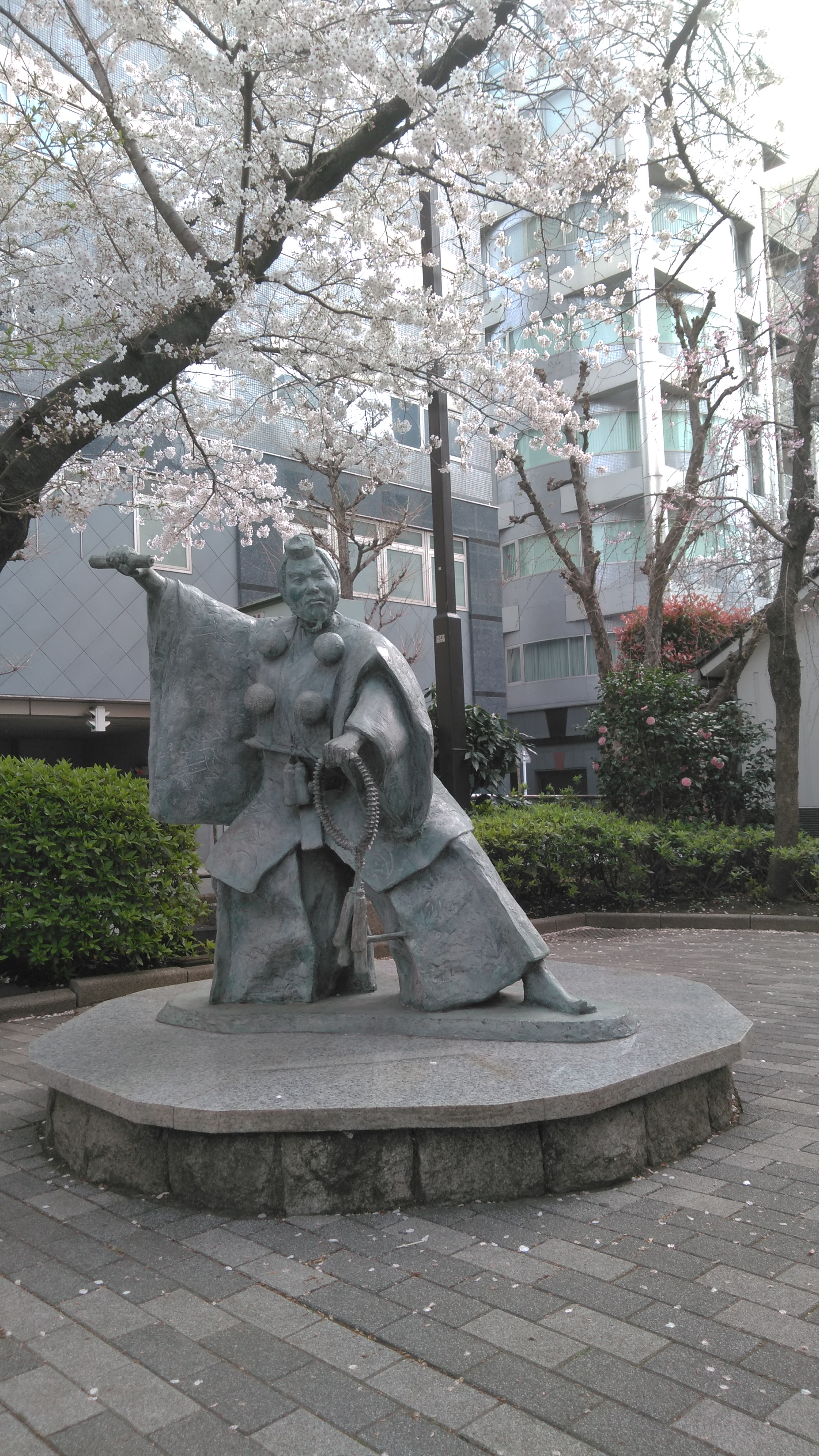
浜町川緑道（浜町緑道公演）にある弁慶像